# ماغدا لاسلو
ماغدا لاسلو (بالمجرية: László Magda)‏ هي ملحنة ومغنية أوبرا ومغنية مجرية، ولدت في 14 يونيو 1919 في تارغو موريش في رومانيا، وتوفيت في 2 أغسطس 2002 في روما في إيطاليا.

## وصلات خارجية
- ماغدا لاسلو على موقع ميوزك برينز (الإنجليزية)
- ماغدا لاسلو على موقع ديسكوغز (الإنجليزية)